# Landskrone (Ahr)

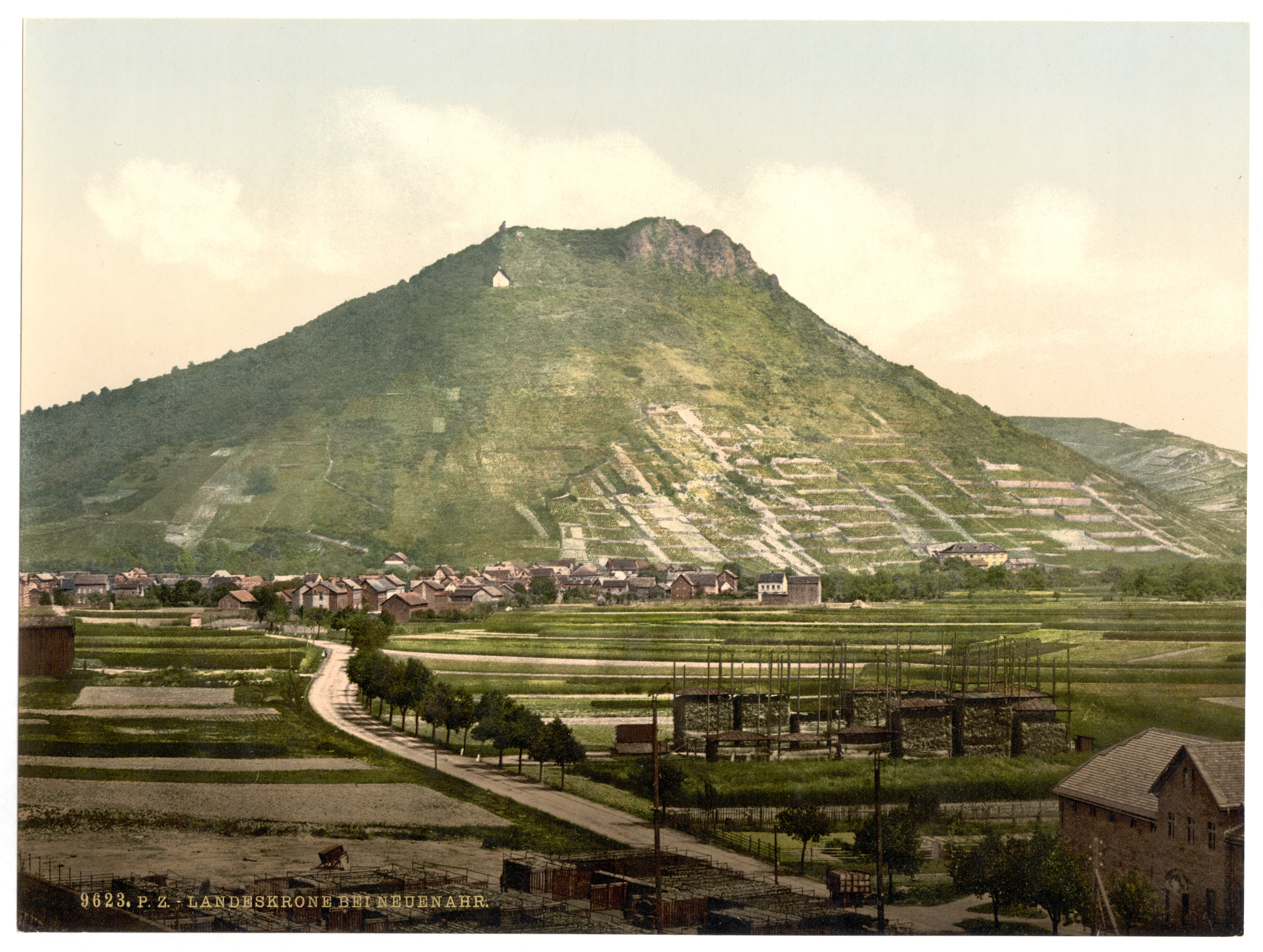
Die Landskrone um 1900 mit Dorf Heppingen und auf der Westflanke stehender Maria-Hilf-Kapelle (Marienkapelle)

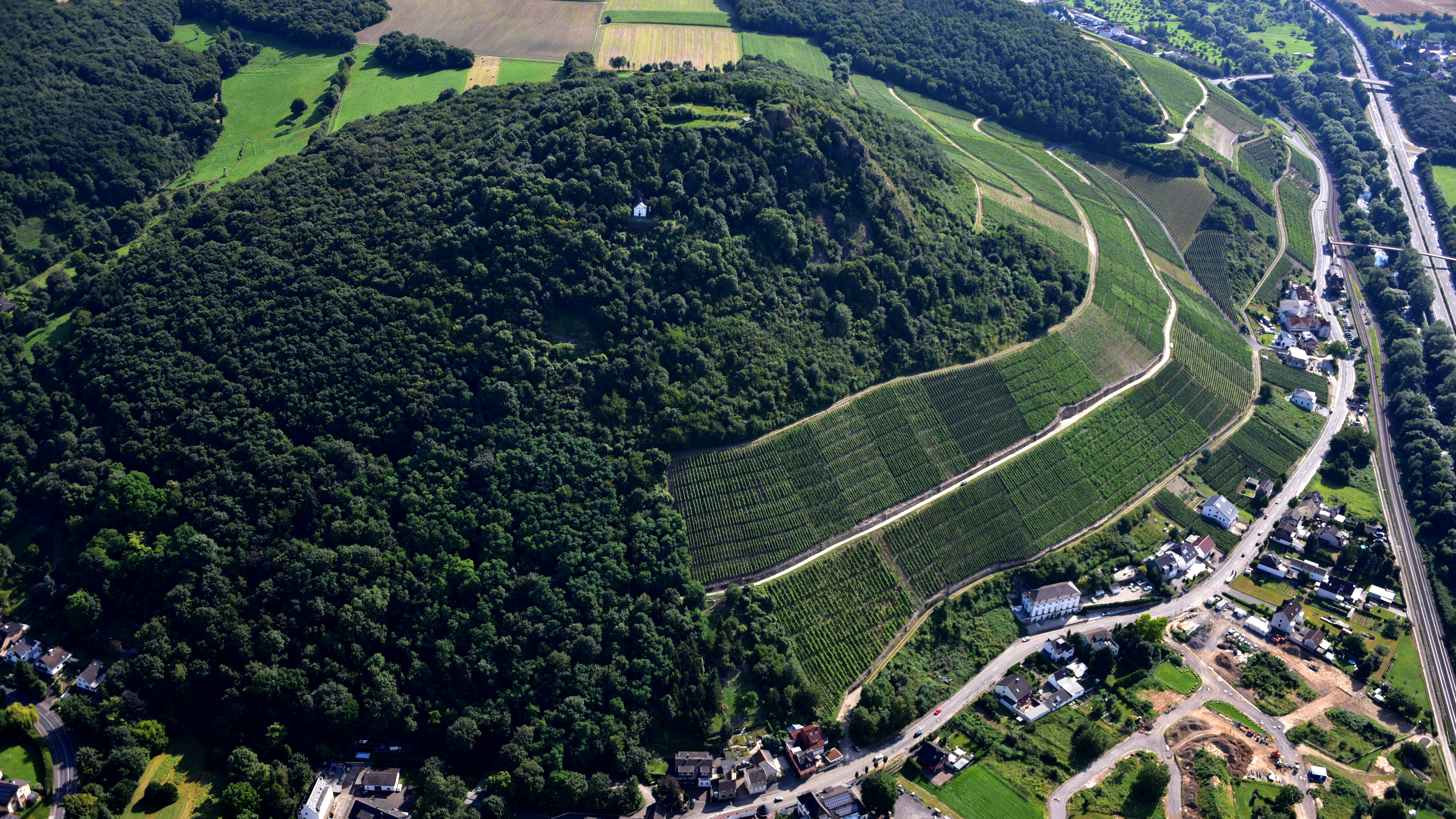
Landskrone, Luftaufnahme (2016)

Die Landskrone im Gebiet der Stadt Bad Neuenahr-Ahrweiler im rheinland-pfälzischen Landkreis Ahrweiler ist eine 271,7 m ü. NHN hohe Erhebung im Mittelrheingebiet. Sie hieß früher Gimmiger Berg und Gymmicher Kupp, wird wegen der auf ihr befindlichen Burgruine Landskron heute Landskrone genannt. Auf der Westflanke steht die Maria-Hilf-Kapelle (Marienkapelle).

## Geographie

### Lage
Die Landskrone ist Teil der Nordabdachung des unteren Ahrtals. Sie liegt östlich von Bad Neuenahr zwischen Gimmigen im Nordnordwesten, Heppingen im Westen, Heimersheim im Süden und Lohrsdorf im Osten, die alle Ortsteile von Bad Neuenahr-Ahrweiler sind. Südlich vorbei fließt in West-Ost-Richtung die Ahr, in die südwestlich der Erhebung der Leimersdorfer Bach (Heppinger Bach) und im Ostsüdosten der Lohrsdorfer Bach münden. In südwestlicher Richtung liegt ihr auf der anderen Seite der Ahr der Neuenahrer Berg gegenüber.

### Naturräumliche Zuordnung
Die Landskrone gehört in der naturräumlichen Haupteinheitengruppe Mittelrheingebiet (Nr. 29), in der Haupteinheit Unteres Mittelrheingebiet (292) und in der Untereinheit Rhein-Ahr-Terrassen (292.2) zum Naturraum Oberwinterer Terrassen- und Hügelland (292.23). Ihre Landschaft fällt nach Süden in den Naturraum Ahrmündungstal (292.21) ab, und direkt jenseits des westlich der Erhebung fließenden Leimersdorfer Bachs schließt sich der Naturraum Grafschafter Lösshügelland (292.22) an.

## Geologie
Geologisch handelt es sich bei der Landskrone, dem Südwestzipfel des Siebengebirgsvulkanfeldes, um einen als Basaltkegel stehengebliebenen Härtling, der von der Ur-Ahr aus einer im Tertiär aufgewölbten Devondecke aus Grauwacke abgetragen wurde. Charakteristisch für die Ahrterrassen des Tertiärs sind meterhohe sandige Auflandungen.

## Geschichte
Seit etwa 500 vor Christus erfolgte mutmaßlich eine keltische Besiedlung des Bereichs rund um die Landskrone. An die alte Matronenverehrung erinnert die Sage von den drei Jungfrauen. Bis zur Frankenzeit befand sich auf der Erhebung eine von acht germanischen Thingstätten des Gaus. Die Erhebung hieß damals Gimmiger Berg. Er wurde bis etwa 1000 Gymmicher Kupp genannt.
Um 1206 wurde Gerhard von Sinzig mit der Landskroner Grafschaft belehnt. Dies geschah mit Erlaubnis des staufischen Thronanwärters Philipp von Schwaben. 1206 wurde auf der weithin sichtbaren Gipfelregion der Landskrone mit dem Bau der Reichsburg Landskron begonnen. Die Burg war zugleich Bollwerk gegen den Erzbischof von Köln am Rhein und Trutzburg zum Schutz der Aachen-Frankfurter Heerstraße und ist heute als Burgruine Landskron bekannt.
Auf den gipfelnahen Hochlagen der Westflanke der Erhebung steht die 1212 erstmals urkundlich erwähnte  und weithin sichtbare Maria-Hilf-Kapelle, auch Marienkapelle genannt.
Am Südwestfuß der Landskrone liegt nahe der Bundesstraße 266 der 1565 erstmals erwähnte Heppinger Brunnen, dessen Wasser seit Jahrhunderten als Mineral- und Heilwasser dient. Die westsüdwestlich von Heppingen an der Ahrtalbrücke ansässige Firma Apollinaris (1852 gegründet) vertreibt unter anderem das aus diesem Brunnen stammende Heppinger Heilwasser.
Bis 1889 wurde an der Erhebung ein Steinbruch betrieben.

## Flora und Fauna
Der felsige Südhang der Landskrone birgt sehenswerte ökologische Aspekte. Das Gelände ist durchsetzt von zahlreichen Kräutern der mittelalterlichen Küchenkultur wie Gartenkerbel, Katzenminze, Immergrün, Efeu-Sommerwurz oder Eselsdistel. Die Nord- und Osthänge sind gekennzeichnet durch Niederwälder. Auch hier finden sich Heilkräuter, wie Gelber Fingerhut, Zahntroste, Arznei-Schlüsselblumen, Stachelbeeren, Wildrosen, Vogel-Kirschen und Grüne Nieswurze. In der Fauna finden sich unter anderem Schlingnatter, Mauereidechsen, Segelfalter, Rosenkäfer und Bergzikade.

## Schutzgebiete
Nach einer Verordnung der Bezirksregierung Koblenz vom 8. April 1943 wurde auf den Hochlagen der Erhebung das etwa 5 ha große Naturschutzgebiet Landskrone (CDDA-Nr. 164336) ausgewiesen, das anderen Angaben zufolge 4 ha groß ist; es trägt die Kurzbezeichnung „NSG-7131-004“. Auf der Erhebung liegen außerdem Teile des Landschaftsschutzgebiets Rhein-Ahr-Eifel (CDDA-Nr. 323834; 1980; 925,86 km²) und solche des Fauna-Flora-Habitat-Gebiets Ahrtal (FFH-Nr. 5408-302; 16,59 km²).
Siehe auch: Liste der Naturschutzgebiete im Landkreis Ahrweiler

## Verkehr und Wandern
Etwas westlich vorbei an der Landskrone führt bei Heppingen über die Ahrtalbrücke die Bundesautobahn 61 und unter ihr hindurch die südlich der Erhebung verlaufende Bundesstraße 266, die etwas weiter östlich bei Heimersheim Anschluss an die ebenfalls unter der Brücke hindurch und zur A 61 führende Bundesautobahn 571 hat. In Heppingen zweigt von der B 266 die nordwärts durch Gimmigen und dann nach Nierendorf verlaufende Landesstraße 80 ab. Zum Beispiel an den Bundes- und Landesstraßen beginnend kann die Landskrone auf Wegen und pfaden er- und umwandert werden, die im Süden durch Weinlagen des Weinguts Nelles und im Norden sowie auf den Hochlagen durch Wald führen.